# Men of Valor
Men of Valor è un videogioco sparatutto in prima persona per PC e Microsoft Xbox. È stato sviluppato da 2015, Inc., e pubblicato da Vivendi Universal e pubblicato il 19 ottobre, 2004. Men of Valor è basato su Unreal engine e simula il combattimento di fanteria durante la guerra del Vietnam.
In Men of Valor il giocatore impersona il Caporale e poi Primo Sergente Dean Sheppard, afroamericano originario dell'Oklaoma (di cui non viene mai precisato se sia un coscritto o un volontario) e la sua squadra di Marine attraverso sedici missioni durante la guerra del Vietnam, incluse missioni durante l'offensiva del Têt.

## Operazioni e missioni
Addestramento (in una sconosciuta base dei Marine in Vietnam)
Appena giunto in Vietnam Sheppard deve affrontare l'addestramento di base per combattere nelle future battaglie.
Đà Nẵng (8 marzo - 18 agosto, 1965)
- Il Conteggio dei morti

Nel marzo 1965 una brigata di Marines fu dispiegata nella provincia sudvietnamita di Da Nang; la popolazione era pacifica, ma nell'area operavano alcune migliaia di guerriglieri Vietcong. Ai crescenti attacchi della guerriglia i Marines risponderanno con altrettanta crudele determinazione. La prima missione inizia come un giorno tranquillo, con i Marines Sheppard, Smooth, Brillantina ed Hoss (a parte l'ultimo sono tutti afroamericani) che giocano a football. Quando un lancio di razzi devasta la base, Sheppard viene mandato dal tenente Zook in una squadra di pattuglia nella foresta circostante. Durante il pattugliamento i Marines cadono in un'imboscata dei Vietcong, ma riusciranno a respingere gli attaccanti con gravi perdite.
- Assalto al Villaggio

I Marines conducono un rastrellamento in una zona controllata dai Vietcong, ma cadono in imboscate e subiscono gravi perdite, inclusi due soldati del plotone di Sheppard (Tony ed "Eyes"). La missione è resa ancor più difficile perché vi sono due reporter da proteggere. Al termine della battaglia il tenente Zook, infuriato per le perdite subite e convinto che il nemico rioccuperebbe i villaggi dopo poco tempo, dà ai suoi uomini l'ordine di bruciare le capanne. I due reporter, che pure sono stati salvati dai Marines durante gli scontri, dichiarano che i soldati americani hanno bruciato villaggi indifesi e ucciso civili innocenti, quando invece i civili erano fuggiti all'inizio della battaglia. 
- Night Trip

Assegnato provvisoriamente al MACVSOG, Seppard deve affiancare un capitano nel difficile compito di catturare un colonnello Vietcong, per scoprire i piani del nemico circa un'imminente offensiva.
- Operazione Starlite

Il plotone di Sheppard, al quale si unisce l'operatore radio ed interprete Pat Hodges (amico d'infanzia di Sheppard) partecipa alla prima massiccia offensiva della guerra. L'obiettivo è distruggere le posizioni difensive del 1º Reggimento Vietcong. Alla fine Zook e i suoi uomini devono, su ordine del capitano Dandridge, prestare soccorso ad una colonna caduta in un'imboscata. Zook perde la vita mentre lancia un fumogeno per segnalare i bunker di mitragliatrici nemici da colpire; questa perdita, nonostante la vittoria, lascia un grande dolore tra tutti i membri del plotone.
Triangolo di Ferro (8 gennaio 1966 - 26 gennaio, 1967)
- Imboscata nella giungla

Sheppard e Hodges sono trasferiti a Saigon per addestrare ed supportare un reparto di Ranger ARVN (truppe scelte sudvietnamite) in operazioni contro - insurrezionali in una zona soprannominata "Il Triangolo di Ferro" o Warzone C, una vasta regione a nord della capitale sudvietnamita controllata dalla guerriglia. I due Marines e tre Ranger ARVN vengono inviati nella zona per tendere un'imboscata ad un convoglio di rifornimenti e per attaccare e distruggere dei depositi di riso ed armi dei guerriglieri. Casualmente la squadra individua un tunnel e Sheppard deve infiltrarsi nelle gallerie per trovare documenti, mappe ed altre informazioni sulle forze ostili. Infine la squadra dovrà difendere la posizione in attesa dell'elicottero per l'evacuazione. Le perdite inflitte ai vietcong saranno considerevoli, ma anche due soldati sudvietnamiti perderanno la vita negli scontri. 
- Eagle Flight

Un reparto aviotrasportato americano e sudvietnamita attacca una colonna di vietcong in ritirata verso il confine cambogiano. L'elicottero su cui vola Sheppard è abbattuto; Sheppard, Hodges e due Ranger ARVN coprono l'evacuazione del pilota, poi diventano una squadra d'attacco, incaricata di distruggere depositi di riso ed armi e posizioni della contraerea nemica. Quando un secondo elicottero viene abbattuto la squadra dovrà soccorrere i piloti, uno dei quali gravemente ferito. I Vietcong smettono di fuggire e accerchiano i sei soldati all'interno di una chiesa semidistrutta; in questo modo però si rendono un bersaglio per l'aviazione americana. Un bombardamento al napalm provoca il massacro degli attaccanti e la fuga dei pochi guerriglieri superstiti, mentre i sei soldati vengono recuperati da un elicottero.
Base americana di Khe Sanh (25 aprile - 28 aprile, 1967)
- Contatto

Sheppard e Hodges sono riassegnati al loro vecchio plotone, sotto il comando del capitano Dandridge; alla squadra è assegnata anche una nuova recluta, una vera testa calda, Jamie, il fratello minore di Sheppard. La squadra deve andare in pattuglia lungo un fiume ed intercetta numerose forze ostili, sia vietcong sia truppe regolari nordvietnamite (per la prima volta nella guerra Sheppard e i suoi amici si trovano ad affrontare le truppe NVA). Dopo essersi rifornita di mine e munizioni, infine, la squadra dovrà tendere un'imboscata ad un numeroso contingente nemico in avvicinamento e per poco i Marines non vengono accerchiati e sopraffatti. Non si sa per quale ragione, ma alla missione non partecipa Smooth. 
- Battaglia notturna per la Collina 881H

Nel cuore della notte le truppe NVA e vietcong attaccano i Marines e questi, a corto di munizioni, devono ritirarsi sulle posizioni difensive più arretrate. Una volta fermata l'offensiva nemica si scatena il contrattacco americano, per riconquistare le posizioni perse all'inizio. La battaglia è vinta, ma Hodges viene ucciso alla fine dello scontro. Sheppard, scosso dalla perdita dell'amico fraterno e promosso sergente poco dopo, è trasferito ad Hue.
Offensiva del Têt, Tra Hue e Khe Sanh (1º febbraio - 29 febbraio 1968)
- Difesa del campo MACV

Nella notte tra il 31 gennaio ed il 1º febbraio 1968 ebbe inizio l'Offensiva del Tet, che coinvolse tutte le città del Vietnam del Sud. Le forze comuniste sembrarono prendere il sopravvento, ma il successivo contrattacco americano e sudvietnamita ribaltò l'esito dello scontro, anche se l'impopolarità per la guerra in Vietnam da allora in poi divenne sempre più forte. Hue, ex capitale dell'Impero del Vietnam e città sacra, non era stata toccata dalla guerra fino ad allora, ma con l'Offensiva del Tet fu ridotta in macerie. Sheppard ed Hoss, entrambi prossimi alla scadenza del loro tour in Vietnam, si stanno godendo settimane di relativa calma, quando all'improvviso la base è attaccata dalle truppe NVA e Vietcong. Sheppard deve aiutare le truppe americane ed australiane a difendere il quartier generale MACV dall'attacco comunista.
- Combattimento casa-per-casa, versante sud

Sotto il comando del capitano Dandridge, Sheppard, Hoss e gli altri Marines prendono parte al contrattacco per riconquistare un quartiere di Hue alle forze NVA. L'obiettivo principale è il palazzo del governatore. Il combattimento prosegue poi fino ad una chiesa. Al termine della battaglia i Marines rinvengono una fossa comune con oltre 50 civili sudvietnamiti trucidati senza motivo dall'NVA.
- La riconquista della Cittadella

Questa missione è l'ultima ambientata durante la battaglia di Hue. Seppard e Hoss sono posti sotto il comando del capitano sudvietnamita Nguyen Van Bao per assistere le forze combinate dei Marines e dei Ranger ARNV nell'ultima fase della battaglia. Nella prima parte della missione le truppe alleate devono aprirsi la strada combattendo tra i pochi quartieri ancora in mano alle forze NVA e Vietcong (molto insidiosi saranno i tiratori scelti e le mitragliatrici, inoltre il nemico conta anche su mezzi corazzati e unità lanciarazzi) per raggiungere il quartier generale della Divisione sudvietnamita che difende la città. Una volta messe in rotta le forze comuniste che assediavano il quartier generale sudvietnamita inizierà la seconda parte della missione, che consiste nel riconquistare il Palazzo della Pace, cioè l'ex residenza imperiale vietnamita. Nel Palazzo, patrimonio culturale del Paese, si sono ben trincerate le truppe NVA per l'ultima resistenza alle forze sudvietnamite ed americane. Alla fine della battaglia il capitano Van Bao ordinerà ai suoi uomini di ammainare la bandiera del Vietcong (lo stendardo con una stella gialla su sfondo rosso e azzurro) e di sostituirla con la bandiera della Repubblica del Vietnam (lo stendardo con tre linee rosse su sfondo giallo).
- Ritorno a Khe Sanh

Tra il gennaio e l'aprile 1968 fu combattuta una delle più note battaglie della guerra, l'assedio di Khe Sanh. Un'armata di 40.000 soldati NVA e Vietcong circondava una guarnigione di appena 5.000 soldati americani e sudvietnamiti, la quale dovette far ricorso al massiccio supporto aereo e d'artiglieria per non essere sopraffatta; la battaglia sarebbe terminata con le forze alleate che spezzavano l'assedio comunista. Sheppard e Hoss, preoccupati per i loro compagni a Khe Sahn, decidono di tornare alla base. La missione inizia nel peggiore dei modi, col capitano Dandridge che viene ucciso dal fuoco della contraerea nemica, ma i due Marines riescono a raggiungere le trincee. Trovato il comandante del plotone, il capitano Maynard, Sheppard ed Hoss lo aiutano a respingere un attacco nemico, quindi gli domandano dei loro amici. Jamie, Brillantina e Smooth si trovano in un posto d'osservazione e sono attaccati dal nemico, la loro situazione è critica e hanno richiesto il supporto aereo. Sheppard ed Hoss risalgono il fiume fino al posto d'osservazione, respingono un attacco nemico e iniziano a fuggire prima del bombardamento. Jamie è ferito e il fratello lo deve prendere in spalla e continuare a combattere fino al randez vous. 
La missione ed il gioco terminano con un filmato, che mostra i Marines che tornano alla base mentre i bombardieri americani massacrano le truppe NVA attaccanti. Per la loro impresa Sheppard e gli altri avrebbero meritato una medaglia, ma il generale Westmoreland non si fece mai vivo. Sheppard e Hoss furono rimpatriati un paio di giorni dopo, così come Smooth, Brillantina e Jamie a distanza di qualche mese (quest'ultimo avrebbe passato il resto del suo servizio nel Vietnam in infermeria). Sheppard conclude dicendo che l'esperienza in Vietnam è stata al tempo stesso bella e terribile, per le forti amicizie strette e per il dolore dei compagni caduti; e infine che il legame tra coloro che sono sopravvissuti, anche se magari si sono persi di vista per anni, non potrà mai essere spezzato.